# VALE TUDO JAPAN 09
VALE TUDO JAPAN 09（ヴァーリ・トゥード・ジャパン・オーナイン）は、日本の総合格闘技団体「VALE TUDO JAPAN」の大会の一つ。2009年10月30日、東京都文京区のJCBホールで開催された。
1999年12月11日に開催された「VALE TUDO JAPAN '99」以来、おおよそ10年ぶりの開催となった。前半4試合はプロフェッショナル修斗公式戦、後半4試合はVTJルールとして行われた。

## 大会概要
メインイベントに登場した五味隆典は、KOTC世界ライト級王者トニー・ハービーと対戦し、3Rまでは優勢に試合を進めるも4Rから失速し、判定勝ちとなった。試合前には「いい勝ち方をしてリング上で言いたいことがある」と発言していたが、試合後のリング上で「大晦日に魔裟斗選手と…無理だよ。やめる!」と大晦日での引退を公表している魔裟斗との対戦を考えていたものの、納得した勝ち方ができなかったことで尻すぼみの発言となった。
佐藤ルミナはコリー・グラントと対戦し、パウンドでKO勝ち。当初、ジョー・ウォーレンとの対戦が発表されていたが、10月22日にウォーレンの左足靱帯損傷による欠場が発表され、ウォーレンの同門グラントとの対戦が決定した。
第4試合で行われた修斗世界ウェルター級王座決定戦では、ヴィラミー・シケリムが冨樫健一郎から、鼻骨骨折の疑いによるドクターストップ勝ちを収め世界王座を獲得した。
第4試合と第5試合の間には、11月23日の修斗興行で「修斗 vs パンクラス対抗戦」が行われることが発表され、パンクラスの大石幸史、和田拓也、川村亮、砂辺光久らがリングに上がり、挨拶を行った。第1弾決定カードとして大石幸史 vs. 朴光哲、和田拓也 vs. 山下志功が発表された。大会後には5対5の対抗戦になることも発表された。

## 試合結果

### オープニングファイト
第1試合 プロフェッショナル修斗公式戦 62kg契約 5分2R
△  山内慎人 vs.  エダ"塾長"こうすけ △
2R終了 判定1-0（19-18、19-19、19-19）
第2試合 プロフェッショナル修斗公式戦 ミドル級 5分2R
○  ガン・ジョンミン vs.  佐藤洋一郎 ×
1R 2:48 KO（左フック→パウンド）

### 本戦カード
第3試合 プロフェッショナル修斗公式戦 バンタム級 5分3R
○  マモル vs.  ジェシー・タイタノ ×
1R 4:41 KO（パウンド）
第4試合 修斗世界ウェルター級王座決定戦 5分3R
○  ヴィラミー・シケリム vs.  冨樫健一郎 ×
1R 2:05 TKO（ドクターストップ：鼻骨骨折の疑い）
※シケリムが王座獲得に成功。
第5試合 VTJルール 67kg契約 5分3R
○  ティト・ジョーンズ vs.  不死身夜天慶 ×
3R終了 判定3-0（30-27、30-28、30-29）
第6試合 VTJルール 63kg契約 5分3R
○  佐藤ルミナ vs.  コリー・グラント ×
1R 3:20 KO（膝蹴り→パウンド）
第7試合 VTJルール 65kg契約 5分5R
○  リオン武 vs.  アレッシャンドリ・フランカ・ノゲイラ ×
4R 2:58 KO（左ストレート→パウンド）
第8試合 VTJルール 71kg契約 5分5R
○  五味隆典 vs.  トニー・ハービー ×
5R終了 判定3-0（46-44、47-45、46-45）